# Welski rajon
Der Welski rajon (russisch Вельский муниципальный район/Welski munizipalny rajon) ist eine Verwaltungseinheit innerhalb der Oblast Archangelsk, Russland. Er befindet sich südlich der Oblasthauptstadt Archangelsk. Das Verwaltungszentrum ist die Stadt Welsk.

## Geographie
Der Welski rajon befindet sich im Süden der Oblast Archangelsk an der Grenze zu der Oblast Wologda. Im Westen des Welski rajon grenzt der Konoschski rajon, nordwestlich der Njandomski rajon, nördlich der Schenkurski rajon und östlich der Ustjanski rajon. Die Fläche des Welski rajon beträgt 10.600 km². Aus der Oblast Wologda kommend, durchfließt der Fluss Waga (Вага) in nördlicher Richtung den gesamten Rajon. Einer der Nebenflüsse der Waga ist die dem Rajon namensgebende 223 km lange Wel (Вель), die bei Welsk linksseitig in die Waga mündet. Weitere wichtige Flüsse die den Rajon durchqueren sind der Kuloi (Кулой) und die Ustja (Устья), welche beide im Norden des Rajon rechtsseitig in die Waga münden.

## Geschichte
Das Gebiet des heutigen Welski rajon wurde ursprünglich von finno-ugrischen Stämmen besiedelt. Im Jahr 862 siedelten sich erstmals Nowgoroder Siedler an, welche zunehmend die finno-ugrischen Stämme verdrängten. 1137 wurde die Siedlung Wel (das heutige Welsk) in einem Dokument des Nowgoroder Fürsten Swjatoslaw Olegowitsch erstmals urkundlich erwähnt. Im 15. Jahrhundert ging die Herrschaft über das vormals von der Republik Nowgorod kontrollierte Gebiet an das Großfürstentum Moskau über. 1550 war das Gebiet bereits Teil des Waschski ujesd (Важский уезд) und wurde 1780 zum Welski ujesd (Вельский уезд). Mit der Verwaltungsreform Katharinas der Großen wurde der Ujesd 1780 Teil der Statthalterschaft Wologda (Вологодское наместничество) und schließlich 1796 Teil des Gouvernementes Wologda. Die Region war im 19. Jahrhundert bekannt für ihre Leinenproduktion sowie für den Export von Holzprodukten wie Harze, Terpentin sowie Teer. Bis heute ist ein Teerfass Teil des Wappens von Welsk. Ab den 1880er Jahren wurden der Welski ujesd ein Platz für politisch Verbannte.
Im Jahr 1929 wurde der Welski rajon als Teil des Nördlichen Krai gegründet. Der Welski ujesd wurde im Zuge dessen aufgelöst. Das Gebiet des Ujesds ging dabei in die Gebiete Welski rajon, Werchowaschski rajon und Ustjanski rajon auf. Außerdem wurden einige Gebiete dem Konoschski rajon zugeschlagen. Im Zuge weiterer Verwaltungsreformen wurde der Welski rajon 1936 Teil der Nördlichen Oblast und am 23. September 1937 schließlich Teil der Oblast Archangelsk.
Während des Zweiten Weltkrieges wurde die Eisenbahnstrecke der Petschora-Eisenbahn gebaut. Für diese Arbeiten wurden vor allem politische Häftlinge und Gefangene aus den umliegenden Gulags genutzt. Im Rahmen des Streckenbaus entstand auch die Eisenbahnstation Kuloi. Die sich an der Eisenbahnstation entwickelnde Siedlung Kuloi ist heute der zweitgrößte Ort des Rajon.

### Bevölkerungsentwicklung
Die folgende Übersicht zeigt die Entwicklung der Einwohnerzahlen des Welski rajon.
| Jahr               | Einwohner |
| ------------------ | --------- |
| 1959               | 77.307    |
| 1970               | 74.241    |
| 1979               | 70.671    |
| 1989               | 71.474    |
| 2002               | 61.819    |
| 2010               | 54.792    |
| Volkszählungsdaten |           |

## Verwaltungsgliederung
Der Rajon ist in 22 Gemeinden (муниципальное образование) unterteilt, davon zwei Stadtgemeinde (городское поселение) und 20 Landgemeinden (сельское поселение). Innerhalb des Rajon befindet sich mit Welsk als administrativem Zentrum nur ein Ort mit Stadtstatus. Es gibt mit Kuloi eine Siedlung städtischen Typs. Im Welski rajon leben 54.792 Einwohner (Stand 14. Oktober 2010), was 4,6 % der Einwohnerzahl der Oblast Archangelsk entspricht.
| Gemeinde                           | Russischer Name                        | Einwohner (14. Oktober 2010) | Administratives Zentrum |
| ---------------------------------- | -------------------------------------- | ---------------------------- | ----------------------- |
| Stadtgemeinde Welskoje             | Вельское городское поселение           | 24.366                       | Welsk                   |
| Stadtgemeinde Kuloiskoje           | Кулойское сельское поселение           | 5.990                        | Kuloi                   |
| Landgemeinde Agunowskoje           | Аргуновское сельское поселение         | 1.113                        | Agunowski               |
| Landgemeinde Blagoweschtschenskoje | Благовещенское сельское поселение      | 1.698                        | Blagoweschtschenskoje   |
| Landgemeinde Werchneustkuloiskoje  | Верхнеустькулойское сельское поселение | 719                          | Meledinskaja            |
| Landgemeinde Werchneschonoschskoje | Верхнешоношское сельское поселение     | 777                          | Komsomolski             |
| Landgemeinde Lipowskoje            | Липовское сельское поселение           | 727                          | Malaja Lipowka          |
| Landgemeinde Murawjewskoje         | Муравьевское сельское поселение        | 4.404                        | Woronowskaja            |
| Landgemeinde Nisowskoje            | Низовское сельское поселение           | 599                          | Terebino                |
| Landgemeinde Pakschengskoje        | Пакшеньгское сельское поселение        | 460                          | Jefremkowskaja          |
| Landgemeinde Peschemskoje          | Пежемское сельское поселение           | 885                          | Peschma                 |
| Landgemeinde Poponawolozkoje       | Попонаволоцкое сельское поселение      | 1.421                        | Paswa                   |
| Landgemeinde Puiskoje              | Пуйское сельское поселение             | 1.306                        | Dolmatowo               |
| Landgemeinde Rakulo-Kokschengskoje | Ракуло-Кокшеньгское сельское поселение | 507                          | Koslowskaja             |
| Landgemeinde Solginskoje           | Солгинское сельское поселение          | 1.751                        | Solginski               |
| Landgemeinde Sudromskoje           | Судромское сельское поселение          | 876                          | Pogost                  |
| Landgemeinde Tegrinskoje           | Тегринское сельское поселение          | 1.193                        | Tegrosero               |
| Landgemeinde Ust-Welskoje          | Усть-Вельское сельское поселение       | 2.289                        | Djukowskaja             |
| Landgemeinde Ust-Schonoschskoje    | Усть-Шоношское сельское поселение      | 1.343                        | Ust-Schonoscha          |
| Landgemeinde Chosminskoje          | Хозьминское сельское поселение         | 817                          | Chosmino                |
| Landgemeinde Schadrengskoje        | Шадреньгское сельское поселение        | 1.036                        | Schunema                |
| Landgemeinde Schonoschskoje        | Шоношское сельское поселение           | 551                          | Ust-Schonoscha          |

## Wirtschaft und Verkehr
Ein wichtiger Wirtschaftszweig innerhalb des Rajon ist die Holzindustrie. Insbesondere in der Stadt Welsk hat die Holzchemieindustrie (Teer-, Terpentin- sowie Harzproduktion) nach wie vor vertreten. Ein weiterer bedeutender Wirtschaftszweig ist unter anderem die Nahrungsmittelindustrie.
Durch den Rajon verläuft ein Abschnitt der von Konoscha nach Workuta verlaufenden Petschora-Eisenbahn, welche eine wichtige Transportverbindung für den Personen- und Güterverkehr darstellt. Außerdem verläuft durch Welsk die russische Fernstraße M8 von Moskau nach Archangelsk.